# Szilárd Elek
Szilárd Elek, románul Andrei Szilard (1914 – Debrecen, 1980. június 26.) román válogatott magyar labdarúgó, csatár, edző.

## Pályafutása

### Klubcsapatban
1933 és 1939 között a Temesvári Kinizsi, 1939–40-ban a Turnu Severin labdarúgója volt. 1940–41-ben a Kolozsvári AC, 1941 és 1946 között a Debreceni VSC csapatában szerepelt.

### A válogatottban
1935-ben egy alkalommal szerepelt a román válogatottban.

### Edzőként
1947-től edzőként tevékenykedett és főleg debreceni és hajdúsági csapatoknál dolgozott. 1952. augusztus 1. és 1953. június 30. között a Debreceni Lokomotív vezetőedzője volt. 1960 és 1964 között illetve 1965-ben a Debreceni EAC szakmai munkáját irányította. 1966–67-ben a Debreceni VSC második csapatának az edzőjeként dolgozott.

## Statisztika

### Mérkőzései a román válogatottban
| Románia | Románia             | Románia  | Románia     | Románia  | Románia  | Románia    | Románia | Románia |
| #       | Dátum               | Helyszín | Hazai       | Eredmény | Vendég   | Kiírás     | Gólok   | Esemény |
| ------- | ------------------- | -------- | ----------- | -------- | -------- | ---------- | ------- | ------- |
| 1.      | 1935. augusztus 25. | Erfurt   | Németország | 4 – 2    | Románia  | barátságos | -       |         |
|         | Összesen            |          |             | 1        | mérkőzés |            | 0       | gól     |